# Al-Kusajr (dystrykt)
Al-Kusajr (arab.  منطقة القصير) – jednostka administracyjna drugiego rzędu (dystrykt) muhafazy Hims w Syrii. Jest położona w środkowej części kraju. Graniczy od wschodu z dystryktem Hims, od południa i zachodu z Libanem, a od północy z dystryktem Hims.
W 2004 roku dystrykt zamieszkiwało 55 316 osób.